# パンピーの法則
パンピーの法則（ぱんぴーのほうそく）とは、アンタッチャブルが初めて司会を務めた、全国1万人にアンケートした結果を予測するクイズバラエティ番組で、関西テレビで2005年3月27日と2005年8月6日の深夜に放送された特別番組。2006年8月5日に「パンピーの法則III」が新コーナーを増やし、対戦形式となって、深夜から昼に進出。2006年12月10日16：05からフジテレビ系全国ネットで「パンピーの法則IV」「毎日、フツーの顔して生きてる皆様へ。」とサブタイトルがつき放送。

## アンケートの内容
- 調査は、楽天リサーチ協力の元、男性5000人女性5000人（それぞれ、10代500人、20代・30代・40代・50代各1000人、60代500人）の計10000人を対象に実施。
- 「お風呂で用を足した事がある」「他人の子供を叱った事がある」「親友と呼べる人がいない」等、様々な質問に対して、YES・NOで答えてもらう（一部例外有り）。
  - 質問の中には、男性（女性）のみに出題されるものもある

## 出演者
- アンタッチャブル
  - 柴田英嗣（司会）
  - 山崎弘也（パネラー）
- 藤本景子（関西テレビアナウンサー、進行）

パネラー
- 円広志
- モンキッキー
- 光浦靖子
- ほしのあき

III出演者
- 桂ざこば
- 西川史子
- 大沢あかね
- 古瀬絵理
- KABA.ちゃん
- ふかわりょう

IV出演者
- 関根勤
- 叶恭子
- 叶美香
- 劇団ひとり
- 大沢あかね

## ルール（パンピーの法則IV）
- レギュラーチーム（山崎、円、光浦、モンキッキー）対イケてる芸能人チーム（関根、叶姉妹、ひとり、大沢）の4対4対抗戦で、勝利したチームが賞金100万円獲得。
- 1チームずつ交互に挑戦。
- 最初に、4つのカテゴリーの中から1つを選択。そのカテゴリーから出題される。
- 5つの質問を、1人1問ずつ順番に選んで、その質問で「YES」と答えた人の割合（単位:%）が前の人よりも下回れば10点。上回ったら、その時点で終了。
  - 1人目→10点、2人目→20点、3人目→30点、4人目（パーフェクト）→40点
- なお一回だけ、一つの質問に関するヒントVTR（関連した質問数問の結果や、芸能人の予想等）を見て、それを参考にする事も可能。

倍×2ゲーム 勝負パンピー
- 出演者に関するイメージ調査から1つの質問を選び、その問題で「YES」と答えた割合を両チームが予想する。
- 双方、10%分の幅があるメーターを動かして、どの範囲に入るかを解答すると共に、手持ちの得点を10点単位で賭ける。
- 見事予想した範囲内に入れば賭けた得点が2倍になって返ってくるが、範囲内に入らなかった場合は賭け点が没収される。

アブさんのコーナー
- 10000人の中で1人しか答えなかった最下位意見（番組では「アブさん」と呼ぶ）を紹介。

## スタッフ
- 構成：佐久間貴司、野口勉
- AD：久後裕史、竹口晶子
- ディレクター：河西秀幸（KTV）、宮内宏輔（クラッチ.）、上瀧孝博（BOY'S）、丹羽弘二（エックスワン）
- 演出：佐野拓水（KTV）
- プロデューサー：小川悦司（KTV）
- 技術協力：共同テレビジョン、FLT、ウエストワン、イングス、テレコープ、インフォルメ
- 美術協力：フジアール
- 収録スタジオ：関西テレビ第2スタジオ（初回～第3回）、レモンスタジオ（第4回）
- 制作協力：クラッチ.、BOY'S、エックスワン